# 플라스마파 하위 체계

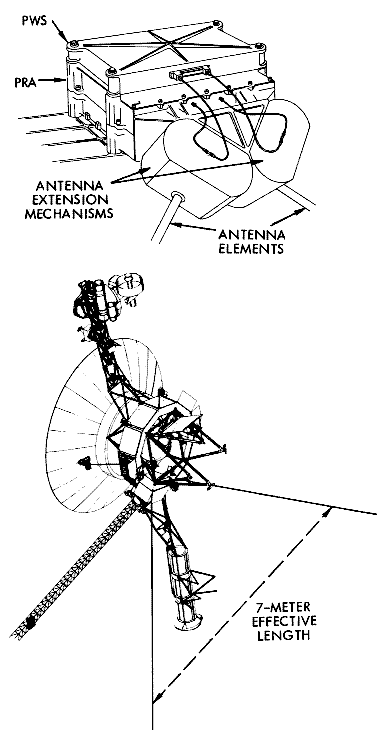
PWS와 PRA가 어떻게 보이저 안테나를 공유하는지와 보이저 탐사선에서 PWS의 위치를 그린 도표

플라스마파 하위 체계(Plasma Wave Subsystem)는 보이저 계획의 무인 탐사선인 보이저 1호와 보이저 2호에 탑재된 장비이다. 이 장비는 16채널 스텝 주파수 수신기(플라스마파 수신기)와 전자 밀도를 측정할 수 있는 저주파 파형 수신기로 이루어져 있다. PWS는 탐사선에 있는 두 개의 긴 V자형 안테나를 사용하며, 이 안테나는 탐사선에 있는 다른 장비도 사용한다. 이 장비는 태양계의 가스 행성, 태양권의 외곽 및 그 너머에 대한 데이터를 기록했다. 2010년대에는 탐사선이 태양의 태양권을 벗어나 국부 성간매질을 샘플링할 수 있게 되면서 "성간 우주의 소리"를 재생하는 데 PWS가 사용되었다. 태양권은 국부 성간 환경보다는 본질적으로 태양풍의 영향을 더 많이 받는 영역이며, 태양 주위를 중력적으로 묶인 물체(궤도상의 물체 등)와 비교하여 태양계를 이해하는 또 다른 방법이다.
PWS 장비 계획은 보이저 계획 개발 중인 1974년에 도입되었다. 이는 파동-입자 상호작용에 대한 이해를 높이고 목성 및 토성과 같은 행성의 자기권에 대한 데이터를 기록하는 데 도움이 될 것으로 기대되었다. 이 장비들은 목성, 토성, 천왕성, 해왕성에서 방출하는 전파를 기록했다.
PWS 장비는 보이저 성간 임무에 사용되는 장비 중 하나이며, 1977년 발사 이후 2010년대까지 수십 년 동안 작동하고 있다.

## 제원
목록:
- 질량: 1.4 kg
- 평균 전력 소비량: 1.3 와트
- 평균 데이터 전송 속도: 0.032 kBits/s
- 주파수 범위: 10 Hz ~ 56 kHz[7]
- PWS/PRA 안테나:[4][8]
  - 안테나 길이: 10 m
  - 안테나 개수: 2개
  - 안테나 사이 각도: 90도

## PWS와 PRS

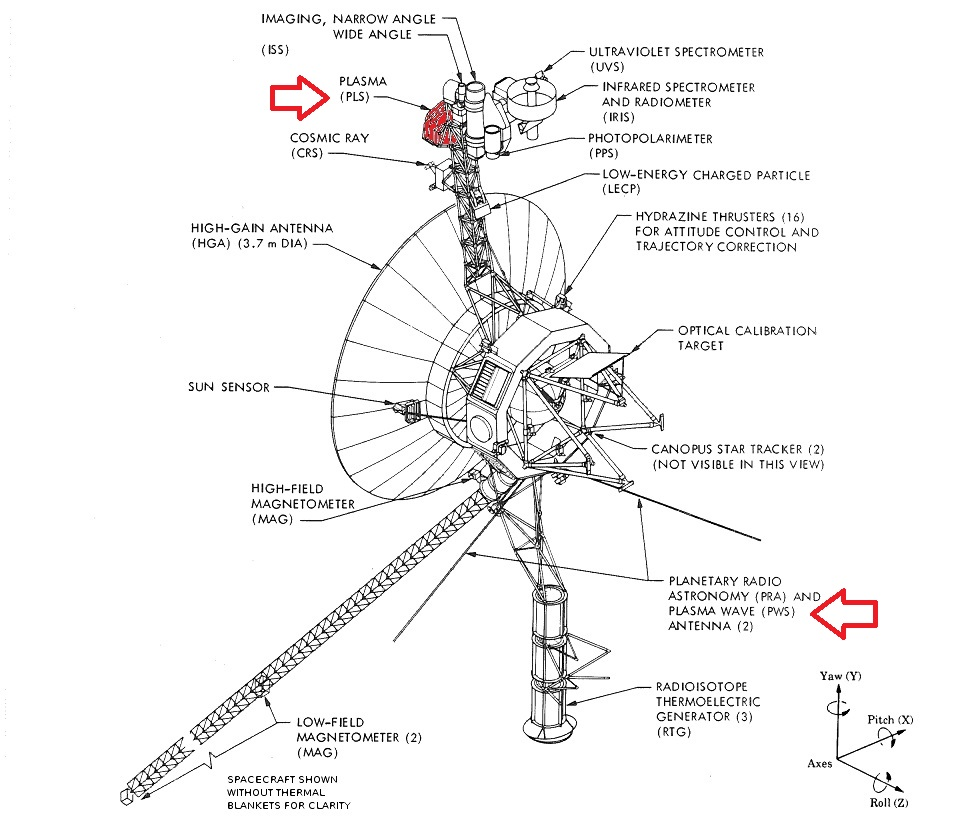
이 도표에는 또 다른 플라스마 장비인 PLS와 PWS 안테나가 표시되어 있다. 이 도표에서 안테나는 실제보다 짧게 표시되어 있으며, 실제 길이는 10미터로 훨씬 길다. PWS는 작동에 필요한 전력 또한 RTG(이 도표에 표시됨)로부터 공급받는다.

## 같이 보기
- 뉴 허라이즌스
- 플라스마파
- 파동 (주노) (2010년대 목성 탐사선 주노에 탑재된 우주선 장비)